# 夜想譚グリモアリス
夜想譚グリモアリスは海冬レイジによる日本のライトノベル。イラストは松竜が担当。富士見ミステリー文庫（富士見書房）より2007年3月から2007年12月まで全3巻刊行された後、2009年8月に富士見ファンタジア文庫（富士見書房）より全3巻の新装版が刊行された。さらに本作の続編である『幻想譚グリモアリス』が富士見ファンタジア文庫より2008年5月から2010年8月まで全6巻刊行された

## あらすじ
大罪を犯せし者、人界の法にて裁かれざるとき、とこしえの深淵より其はきたるべし。
煉獄より遣わされし教誨の使徒教誨師（グリモアリス）は“裁きを逃れし罪人”を地獄へ送る為に現れる。
教誨師の少女と、ひょんなことから手伝うことになってしまった少年のスリリングなネオ幻想奇譚。

## 登場人物

### 現実世界の人間
桃原 誓護（ももはら せいご）
大企業である桃原グループの御曹司。過去に教会で起きた事件を解決するためにアコニットに協力、以後、彼女の右腕としてグリモアリスの仕事に多く携わっている。家庭的かつ頭のよく切れる高校生だが、妹の祈祝をこよなく愛する極度のシスコンである。それが原因で美少年ながらあまりモテない（と本人は考えている）ことが悩み。
神の力を具現化したという魔書、星帝蔵書グリモワールの内、あらゆる魔を防ぎ、妖を断ち、呪を退ける「絶対の楯」と悪名高き「魔刃の書：アイギス」を手に入れたが、その能力はいまだ不完全。
桃原 祈祝（ももはら いのり）
誓護の妹。小学生。無口で感情の起伏が少ないが、どういうわけかトラブルに巻き込まれやすい。兄には及ばないが、年齢の割には聡明である。

### アネモネ
アコニット
花鳥頭の君。麗王六花の筆頭であるアネモネの姫。極めて名門の出身であるが現在は故あって教晦師として活動している。冬の教会での事件を処理する為に人界に降り、そこで桃原誓護と出会った。当初は他のグリモアリス同様に人間を小馬鹿にしていたが誓護の能力を認め、互いの秘密を握りあう事で協力関係に至る。「エンメルトの利剣」は黒い烏の羽の様な扇。下級官吏ではない為武器の形をしていない。
ツンデレな上に高飛車で、激情家な性格をしており、協力者である誓護や護衛役の軋軋をよく困らせている。しかし兄が出奔するまでは大人しく素直な性格をしていた様で、今の性格は寂しさを紛らわしているだけの様にも取れる。また、とある理由から教晦師としては致命的なトラウマを抱えてしまっている。
人界の甘いお菓子が大好物で、お菓子の為ならば無許可渡航すらも厭わない。誓護の作ったお菓子は大好物であり、お菓子を食べられないと知るや否や凄まじい程の絶望感を見せる。怒らせると「胤性霊威」の中でも最強の破壊力を持つ「雷霆の毒（フォルミナ）」で相手を焼き払おうとする激しい一面を持つ。「麗血開花」は一度出したものの詳しい能力は不明。
冥府を追われた際には誓護の家に身を寄せる等の誓護には全幅に近い信頼を寄せている。また、人界に潜伏している際には誓護と同じ学校に「アニー・モネ」という名前で編入していた。
「胤性霊威」は「雷霆の毒（フォルミナ）」。万物を灰燼と化す極めて破壊力の高い黒い雷撃であり、攻撃性に於いては全「胤性霊威」中最強とまで呼ばれている。しかし彼女自身の錬度の低さゆえに単発でしか発動できない、魔力を高めて護りを突破しきれない、射線軸を見切られて回避される等の場面が多く、彼女自身もこの能力を使いこなせていない事を理解してはいる。しかしながら破壊力という点では出力以上にその効果が強力である為、圧倒的な戦闘能力の差があるオドラですら序盤では警戒していた。
軋軋（ギシギシ）
アロカシアの眷属で第十三星樹所属の下級官吏。かつて鈴蘭の引き起こした事件に巻き込まれ、それがきっかけでアコニットの衛士として引き抜かれた。「エンメルトの利剣」は大振りの剣の形をしており、武器として携帯している。下級官吏という仕事にこそ不満を持ってはいないが、扱う仕事の簡単さ故に人間の醜悪さと浅はかさに辟易しており、同時にこの程度の仕事しか任せられないままの自分の弱さを侮蔑しながらも妥協している面がある。
その血統ゆえに身体能力が高く、下級とはいえ人間を軽く超える力量がある為人間を小馬鹿にしていたが誓護との一件で彼の悪あがきを見ることで、人間に対しての見識を改め、同時に自らの弱さに向き合う事で「胤性霊威」を加工し、本来ならば格下にしか効かない自らの能力を麗王六花クラスのグリモアリスにも効く程までに鍛え上げた。また、現在ではアコニットの衛士として「リーブマンの門」を手に入れており、膨大な魔力を発揮している。
「胤性霊威」は「音域呪縛の毒（カテナ）」。名前の通り音による拘束能力であり、範囲攻撃ではあるが一度発動すると二度目の発動時に一度目の効果が失われてしまうという欠点がある。しかし、この能力を加工する事で一定範囲内の対象に効果を発動するのではなく、単一対象に絞り込んで最大威力を発揮できるようになった。この対象は相手の肉体だけでなく、赤兜の「鋼の毒（ハーデン）」を対象にして効果を失わせることもできる。
口が悪く荒っぽい性格で、誓護のことを「クラゲみたいな奴」と解釈している。口癖は「刻むぞ」。アコニットの数少ない味方の１人で、冥府から追われた彼女を誓護と共に色々と助けている。
ドラセナ
ロビニアの眷属であるドラーコの姫。先代からアネモネ王家に仕える重臣であり、アコニットの側近にして後見人。アネモネ王家の首都である十三星樹の太守。任ぜられている責務に反して幼い容姿をしているが非常に貫禄を感じさせる幼女。両目を常に閉じているが額にある「天眼（ファゾム）」と呼ばれる黄金色の宝玉から視覚を得ている。魔眼持ちであり、慣習に従って”忘却の谷”へと放逐されていた様であるが、アネモネ王家に仕えるに至った経緯は不明。
「胤性霊威」は「天眼の毒（ファゾム）」。未来を視覚する能力であるらしく、使用した魔力量によって遠い未来の出来事を視る事もあるが、その代償として発動すればするほど彼女の身体に大きな負担がかかってしまう。そのため、彼女の容姿が幼いのは代償として寿命と身体への負担からくる、存在維持の限界の具象化であった。また、実は彼女の持つ全知の能力である「天眼（ファゾム）」は魔眼であり、額の宝玉ではなく彼女の両目。従って、額の宝玉は単なる視聴覚の代用品である。
一度は敵としてアコニットを反逆者に仕立てあげたがこれは冥界の大事件に於ける布石であり、本心を彼女に打ち明かしてからは元通りの関係に戻っている様子。
ヒササキ
ロードデンドロンの眷属でアネモネ王家に仕える武官。顔に眼の紋章を象った布をかぶっている。非常に稀なケースとして、下層民出身でありながら千人隊長を任命されている優秀な武人。武器は刀であり、非常に卓越した剣技で軋軋を超える剣の冴えを振るう。力量からすると冥府最大戦力と呼ばれる禁樹園の七剣花者並みであり、アザレアの衛士であるスプニールよりも上である。また、これは「胤性霊威」とは別の能力として”心眼”を持ち、周囲三百六十度を顕微鏡並みの精度で把握できる為、相手の太刀筋と初動を見切る事ができる。その為、極めて迎撃と捌く能力に優れている。
「胤性霊威」は「凍露の毒（クリオスタット）」。教誨師が仕える異能である「時間凍結（ストレージ）」と似通った効果で、時間を止めて自分の動きだけを可能とし、その間は、使用している魔力量にも寄れど王家の親族ですら抵抗できないほどの影響力を誇る。さらに、攻撃も可能とする為非常に強力な能力であり、彼の剣技と相まってスプニールをも一撃で撃退した。
但しこの能力は眼を開いている間ずっと魔力を発し続けてしまう”魔眼”のであり、いうなれば常に微弱ながら時を停滞させ続けてしまうが故に、眼を閉じ続けて魔力を練り続けなければ実戦には耐えられないという一面がある。
魔眼の持ち主であるため冥界の慣習に従って”忘却の谷”と呼ばれる場所に放逐された過去を持つ。それ以来、”心眼”と呼ばれる技能を習得している。口癖は「下らぬことを聞く」。

### ロードデンドロン
アザレア
蘭躑躅の君。ロードデンドロンの当主。若いながらも当主となったその知性と能力は並大抵ではなく、身体面でこそオドラに劣るものの、その狡猾な知略はオドラや誓護に匹敵する。また、古くからアコニットに好意を寄せていた。紫と金という毒々しさを持ちながらもえも言われぬ魅力を持った少女で、幼いながらも威厳に満ちており、アコニットとは別種の美しさをもっている。
「胤性霊威」は「悟りの毒（テリグナシス）」。広範囲にわたる知覚の拡張で、魔素が満ちていれば星樹一帯を観測する事もやってのける。鈴蘭と同じくそれを用いた計略を使い、相手の行動を逐一観測できる為、相手の行動はほぼ丸裸であったが、唯一「魔刃の書：アイギス」の自動防御圏のみ観る事が出来ない。が、逆を言えばそこにあるのが「魔刃の書」となる。また、相手の攻撃の射線を見切ることで簡単に回避できる。
「麗血開花」はその知覚をなくす代わりに一定範囲内の空間を、自分の手足の動きに同調させる能力。それによって広域範囲を圧殺する事ができる攻防一体の異能。空間ごと圧縮してしまう為、アコニットの「雷霆の毒（フォルミナ）」すらも消し飛ばしてしまう程強力だが、ある程度の範囲を圧縮するためには相応の魔力が必要であり、誓護の計略により異能の乱発ですぐに消耗してしまった。
霊廟の意向により、反逆者となったアネモネの十三星樹を占領しに来たが、誓護の計略により奪還され、アコニットとの和解の後にアネモネの旗下に入る。それ以降彼女に付きまとうようになり、昼も夜も関係なしに傍に居たがる為アコニットには少々辟易されている様子。
エクレレール
ロードデンドロン旗下の武官でアザレアの側近。元・七剣花者第二位。”閃光の”名を冠する手練れ。反逆者となったアコニットを捕縛するために第十三星樹を制圧しにきた指揮官の内の一人。如何なる戦闘に於いても血を流したことがないと言われるほどの高い戦闘能力を持ち、アコニットの魔力で強化された軋軋すらも簡単に退けた。西洋風の剣を扱う。キビキビとした男性然とした性格に似合ったボーイッシュな髪形で、いかにも武人といった風情の女性。
「胤性霊威」は「認識倍加の毒（バイブラント）」。知覚能力を数倍に跳ね上げ、それによって全ての事象を”遅く”感じることであらゆるものを見切ることができる。但し身体能力までは上昇するわけではない。その為か相手の初動と攻撃を感知し、見切ることは出来てもそれを反応し切れなければ意味がないという弱点も存在している。
「麗血開花」は自分自身を対象としていたその能力を反転させ、周囲の相手の知覚能力を数分の一に鈍磨させる凶悪極まりない能力。彼女に近ければ近いほどその倍率は跳ね上がり、この範囲内に入ってしまえば逃げ出すことはほぼ不可能である。
十三星樹奪還作戦では「麗血開花」によって自分自身の身体能力は上昇し、戦闘する相手の能力は数段下げるという、二段重ねで戦闘力を隔絶させる能力でオドラですら序盤押しとどめたものの、卓越したオドラの戦闘能力により攻撃を全て捌かれ、誓護の計略により消耗してしまったところに一撃を受けて破られてしまった。
スプニール
ロードデンドロン旗下の武官でアザレアの側近。反逆者となったアコニットを捕縛するために第十三星樹を制圧しにきた指揮官の内の一人。列柱回廊の前で待ち伏せを仕掛けてその際に誓護とまみえ、初めて戦う「魔刃の書」に苦戦するも自身の能力で何とか凌ぎ切った。しかし、その後現れたヒササキによって阻まれる。全体的に細い投擲系の槍を使うが接近戦を主体とする。誓護が赤面してしまいそうなほど露出の激しい服装の美少女。のんびりとした性格でおっとりとした喋り方をし、とろんとした眼をしているがその外見に似合わぬ強烈な殺気を放つ。
「胤性霊威」は「弱点看破の毒（バイタルサイト）」。文字通り、相手の弱点や急所を見極める能力。弱点や急所といっても、身体部位に限った話ではなく、相手の動きや武器の強度なども範囲に入る為、それに従って動けば相手の死角を正確に突くことができる。
「麗血開花」は弱点を見極めるのではなく、攻撃した部位を急所に変える能力。これによって単なるかすり傷が致命傷となりかねない程の凶悪さを誇る。これは身体だけでなく武器や防具等にも適用され、鍔競り合えば武器を破壊されてしまう。
鈴蘭（すずらん）
ロードデンドロンの眷属であるマヤリスの姫。アコニットの幼馴染。冬の教会では”君影”という名で、脱獄の後は”ベラドンナ”として暗躍していた。物腰は丁寧だが人間を小馬鹿にした言動が目立ち、そのせいか誓護の計略に何度か嵌ってしまう。知略の面では多少賢いものの、アザレアや誓護には及ばず、何度か誓護の心理を読むことで対抗を試みたものの異能を逆手に取られて敗北している。体術は異能を使う事で相手の動きを悟り、それを利用して翻弄する。
「胤性霊威」は「心を映す鏡の毒（アパーシュ）」。対象の表面心理を解読する一種の読心術で、魔力による抵抗さえなければ格上のグリモアリスですら心理を読むことができる。当然、魔力による対抗力を持たない人間はなす術がないが、誓護は数学の方程式を思い浮かべて対処した。これを用いて相手の心理を利用した計略で、幾人もの”罪人”を作り上げており、それによって一度投獄されるものの眩という少女の手引きで脱獄する。

### ブッドレア
ストリクノス
不死虚樹の君。ブッドレアの当主。リンド＝リヤナの義父にして園丁会議の議長。つまり、冥界の現最高権力者。主要な登場人物の中では外見が最も老いており、大体三十路(30歳)程度の印象を受ける。髪は白金を延ばしたかの様に美しく洗練された銀髪が特徴で、紅の房が混じるアネモネのそれとは隔絶した透明感を誇る。誓護の第一印象は「眼光が鋭く、厳格な人柄」。冷徹な人格と冷静な判断力故か、初対面の“人間”である誓護に対して一貫した誠実な態度をとる。
過去に於いて、下層民に堕ちた元・高級官吏の娘であるリヤナを引き取った。
アコニットを反逆者として奉り上げた張本人。しかしそれはとある事情からの作戦であり、実際には彼女を陥れた事に対して悔んでいた様子。また、娘のリヤナに対しては親としての情を冷徹さから離れて見せる事が多く、如何に彼女を想っているかが窺える。リヤナの誓護に対して感情は完全に容認しており、アコニットとの争いに関しても「娘の勝利を願う」とまで発言している。
「胤性霊威」は不明。細胞までも氷結させ得る極低温の冷気を操る描写があるものの、これが「胤性霊威」であるかは定かではない。
リンド＝リヤナ
お菓子の家を訪れた誓護と出会った、謎の美少女。金髪碧眼でお嬢様然としており、どこか間の抜けた常識のなさを感じさせる。
正体はブッドレアの当主ストリクノスの娘。すなわち、冥府の長の姫である。“お父様”の命令により、アコニットを暗殺しようとするが、その命令が信じることができず、最後は「リーブマンの門」を奪われてアコニットに返り討ちにあう。しかし、誓護の言葉により矛を収めたアコニットの温情により冥府に帰還した。実は禁樹園七剣花者第五位の名を持つ実力者。本来ならば一位であってもおかしくはないが、正規の手続きを経ていないので第五位におさまっている。
「胤性霊威」は「不可侵の毒（コルドン）」。自身の魔力で作り出した“面”により、どんな攻撃でも防ぐ「絶対防御」とあらゆる物を貫通する「絶対攻撃」を併せ持つ最強クラスの異能。ただし、その面の強さを決めるのは自分自身の魔力である為、彼女の本来の魔力量ではボールをへこませる程度の効果しか得られなかったが、ストリクノスの衛士として「リーブマンの門」を授かる事で、圧倒的なまでの破壊力と防御性を手に入れた。が、その性質を誓護に見抜かれてしまった事で隙を突かれ、その際に「門」を奪われてしまう。
後の第二星樹攻略戦で誓護達と再会。その際は彼の前に敵として立ちはだかるも、彼の言葉で“お父様”の真意を聞き質そうとする。

### アロカシア
アロカシア
天南星の君。アロカシア王家の女王。オドラの従姉。血の源流に位置するため”力の筆頭”と呼ばれるアロカシアの中でも最高峰の能力を持ち、オドラですら苦手を超えて死を覚悟させるほどの実力者。明確な実力は不明だが、少なくとも格闘戦ではオドラに匹敵すると思われる。布地の少ないオリエンタルな服装に身を包み、純金を延ばしたような神々しい金髪が特徴。口調は丁寧だが、キレると鉄拳で軽くオドラを殴り飛ばす程度の事はやってのける。
「胤性霊威」は「血肉の毒（サンガイス）」。オドラと同様ではあるがこれを単独で使用する描写は少ない。
「麗血開花」は魔性の変質を伴わないが、極限まで高めていた身体能力をさらに上昇させる能力を持つ。第二星樹攻略戦では自身の数十倍の巨大さを誇る艦船を高々と放り投げるほどの怪力を見せた。
反逆者となったアコニットの要請を受け、ロードデンドロン共々アネモネの指揮下に入り、霊廟と事を構える。
オドラ
アロカシアの王弟。禁樹園の七剣花者第二位。巷では「驚くほどの自意識過剰者であるが、それに見合った戦闘力と知恵をもった男」と評されている。また、他人に自分のことを畏怖と畏敬を込めて「キング」と呼ばせたがる。とある事情から反逆者となったアコニットの処刑に人間界を訪れる。
自身の血統であるアロカシアの特徴の高い身体能力を持ち、それによる肉弾戦を好む。その反面、肉弾戦を行いながら知略を巡らし、相手を翻弄する事も出来る傑物である。アロカシアの王族である為その身体能力の高さは軋軋のはるか上を行く。
「胤性霊威」は「血肉の毒（サンガイス）」。魔力によってもともと高い身体能力を極限まで上昇させており、その能力は魔力の壁を必要とするとはいえアコニットの「雷霆の毒（フォルミナ）」すらも防ぐ。が、不意打ちとはいえクリソピルムの「雷霆の毒（フォルミナ）」は防ぐことができなかった。
「麗血開花」は魔性の変質を伴わないが、極限まで高めていた身体能力をさらに上昇させる能力を持つ。これによって爆発的に反射神経と運動能力を得ることができる反面、それらを反射してくる覇王樹の「棘皮の毒（エキナス）」などに対しては相性が悪い。
数度にわたってアコニット達を追い詰めるも、最後は影からの不意打ちで捕縛され、誓護の説得と提案によりアコニットとともに反逆者となる。大福が好物。

### ロビニア
針槐（はりえんじゅ）
赤兜（せきと）
とある事件に巻き込まれた誓護と祈祝が出会った青年。端正な顔立ちだが、どことなく底を見せない雰囲気がある。
正体はロビニアの王弟であるカスク＝ルージュ。反逆者となったアコニットの処刑に人界に現れた。アコニットと関係がある誓護の周辺を探り、それと同時にとある事件の解決を図るため、暗躍する。
「胤性霊威」は「鋼の毒（ハーデン）」。硬質化した自身の髪を飛ばし、それによってあらゆる物を貫通、破砕する。さらにその硬度はアネモネの「雷霆の毒（フォルミナ）」ですら一瞬耐えることができる。単独の破壊力では他の魔性血には劣るが、それを縦横無尽に大量に叩きつけることで破壊力と攻撃範囲を補う事が出来る。
「麗血開花」は何もない虚空からでも硬質化した髪を生みだすことができる。
とある事件の際にアコニットの関係者として、星帝蔵書の持ち主として誓護を排除しようとするが、途中で乱入した軋軋の加工した魔性血によって阻まれる。それ以降彼を狙うようになり、数回に渡って激戦を繰り広げた。

### ソムニフェルム
オピウム
小国ソムニフェルム王族の第二王子。
　眩

### 禁樹園・七剣花者
ローザ＝ダマスセナ
禁樹園七剣花者の一人。正確な序列は不明。アネモネの眷属で、高貴十六花ローザ家の姫。アコニットの叔母。アコニットと似通った顔立ちで、うす紅、紅、深紅の三種類が重なり合った髪と口紅やドレスまで統一された赤色が特徴。
「胤性霊威」は不明。視線の先にある物を焼きつくす、万物を灰燼と化す炎。禁樹園に侵略を掛けたアコニットと戦い、アネモネの「雷霆の毒（フォルミナ）」すらも焼きつくして互角以上に戦い、最後はアコニットを焼死させかけるまでに至ったが、途中で乱入してきたクリソピルムとの戦いに敗れ、最後は母の死を乗り越えたアコニットの「麗血開花」を見ることで自分の完全な敗北を悟り、最後は泣きながら逃亡した。
覇王樹（カクタス）
禁樹園七剣花者第三位。青い髪の毛をしたけだるげな青年で、第二星樹攻略戦前の軍議の際ですら人界のマンガを読みふける程、やる気のなさにあふれている。さらに、のらりくらりとローザやアザレアの追及を躱したり戦闘中にお喋りに興じたりと、真意を掴ませない。
「胤性霊威」は「棘皮の毒（エキナス）」。触れた物や衝撃を全て180度転換して跳ね返す、ある種の絶対防御。ただし、棘と棘の間があるように、完璧な防御ではないらしい。「麗血開花」行うと能力は”反射”から”吸収”に変わり、相手の攻撃を全て吸収して任意のタイミングで解放できるようになる。ただし、自らが攻撃しようとする時は解放できないため、それを見破ったオドラの鉄拳の一撃で敗れ去った。
第二星樹攻略戦では、アザレアやエクレレールと戦い自らの能力で二人を軽く倒し、続くオドラを追い詰めたが瀕死の状態から「麗血開花」を行ったオドラの鉄拳で敗れ去った。

### 閥界（エンデ）の民
星（ステラ）
古書店マギステル・グリムの店員の一人。普段時は全身を白一色の服装で、大人の艶を感じさせる妙齢の美女。朗らかだがどこか小悪魔的な性格をしており、いろいろな面で誓護を振り回す。
伊吹怜人（いぶきれいと）
古書店マギステル・グリムの店員の一人。黒いコートと黒いズボンで身体全体をすっぽりと覆っており、明確な顔立ちはわからないものの、絶世の美貌と呼んでいい程のイケメンであるらしい。はぐれグリモアリス。
その正体は、昔にアネモネ王家から逃亡した王子クリソピルム。すなわち、アコニットの兄でありアネモネ王家の正統なる継承者。他のグリモアリスからは「亡失せし麗王」と呼ばれている。既に位階を失ってはいるが禁樹園最強と謳われる七剣花者第一位。素の身体能力からしてグリモアリス中最高の身体能力に秀でる系統の王族であるオドラに匹敵する。ただし体術に関しては不明である。その戦闘力は同じ七剣花者のローザ＝ダマスセナを軽くねじ伏せ、一騎当千の戦士であるオドラですら気配だけで「恐るべき」と評する程。故にドラセナ曰く「例えグリモワールが相手であろうと、彼を殺せる人間は存在しない」とまで言われている。永久欠番扱いにされているのか彼を超える戦闘能力を持つグリモアリスがいまだに居ないのかは不明であるが、禁樹園の七剣花者第一位は存在していない様子。その圧倒的な力とは逆に性格は非常に穏やかで、妹思い。紳士的で義理固い。人間界に居た理由故か、人間を蔑む傾向があるグリモアリスの中でも誓護に対して非常に誠実。
「胤性霊威」は「雷霆の毒（フォルミナ）」。ただしその能力の練度はアコニットの比ではなく、アネモネ王家が最強ともいわれる所以となった黒い雷撃を完全に使いこなしているとみられており、同じ「雷霆の毒（フォルミナ）」の使い手であるアコニットですら彼の能力には驚きを超して呆れ返っている。
とある事情で冥界から人間界に居た為アコニットには恨まれていたが、後に和解した。
天狼（シリウス）

### 地獄人（インベクサス）
光の王
淀みの王
惑いの王
怒りの王
憂いの王
嘆きの王

## 作中の世界設定
人界
人間たちが住む世界。俗に言う“この世”。基本的に魔性を排斥された世界であるため、魔性に依存する存在は世界そのものから排除される力を常に受け続けることになり、不正規な手段で人界を訪れた存在は身を抉られる激痛に苛まれて遠からず消滅する。教晦師は特殊な術具である「フルプリッヒの振り子」を用いて存在の体系を変更しているため、この激痛を受けることはない。また、この世界にいる間は「麗血開花」を使うことは出来ない。
冥界
人界で命を落とした者が住む世界。俗に言う“あの世”。
人界に比べて緑が少なく殺風景であり、現在地表緑化計画が進められているが遅々として進んでない。グリモアリスが住む場所であり、砂漠の只中に聳える大樹に寄り添うようにして街が作られている。
地獄
生前罪を犯しながら裁かれなかった者が行く場所。烙印を押された者は、死後ここで暮らす。
基本的にこの場所の存在は死ぬという概念がなく、いかなる激痛と怪我を受けようともいずれ再生し、回復して蘇る。
烙印
地獄へ行く者の目印。これを押された人間は死んだら地獄へ行く。物理的な視覚では認識できないが、グリモアリスや霊的な感覚が長じた人間にはそれとなく分かるらしい。
星樹（ポータル）
冥界の者達が住む都。国単位の数の建造物と市民が生活することが出来るほどに巨大な樹木に寄り添うようにして出来ている。
麗王六花
冥界で都を支配する最も高貴な貴族。各家元ともグリモアリスとして優れた特異能力を持つ。
アネモネ
かつては五都を治めていた麗王六花の筆頭。数年前の前代未聞の不祥事と先王の早世により没落一歩手前にある。
現在は王座が空位の為、形式上は三都を支配しながら実質的な支配力はお膝元の一都にしか及ばない。
ブットレア
三都を支配する名家。
ロードデンドロン
四都を支配する。古い歴史を持つ現在冥府で最大の版図を誇る名門中の名門。
アロカシア
西の一都を支配する。この血統は身体能力に優れる種が多く、優秀な戦士を数多く輩出している。
ロビニア
千年ほど前に一族の風習を改革し、服装や建築様式に当時の日本の風俗を取り入れた一族。
ソムニフェルム
東の小国を支配する。現在、王、王太子の兄がともに病にふせっているが、真偽のほどは分からない。
高貴十六花
麗王六花に次ぐ貴族。
残滓条痕（フラグメント）
物や土地、空間に刻まれた過去の記憶。
古ければ見づらくなるが、その見たい記憶に関わる物や人をその場所に近づければ見やすくなる。

## グリモアリスの能力
分節乖離（セグメント）
指定の場所にどす黒い流体状の霧の障壁を作り出し、空間を隔離する力。
この障壁は作り出した教誨師に関わるもののみ通過でき、よほどの衝撃を与えないと壊れない。
また、この障壁は情報を持つ電波等の類は通さないが、酸素や温度と言ったものは通す。
凍結充塡（ストレージ）
自分と対象の時間を凍結する力。発動すると周りが止まっているように見える。
冥界の法律の為、止まった人間に危害を加えても何の実害も無い。
遡及編纂（デフラグメント）
教誨師の「過去を見る」能力。物や土地、空間に刻まれた記憶を呼び覚ますことが出来る力。
左手のプルフリッヒの振り子（後述）にキスすることで発動する。
一般的に知られるサイコメトリー能力に近いもの。
胤性霊威（フィグメント）
教誨師が個々に持つ異能。その形態と効果はさまざま。いくつかの系統に分かれており、攻撃に優れる物や知覚を拡大させる物もある。持つ能力は生まれに左右されるが、それらの威力や効能の幅を高めるにはそれ相応の魔力が必要となる。そのため、優秀な能力でも魔力がなければ使い物にならないし、使い勝手の悪い能力でも魔力さえ高めれば様々な方面で役立つ。
麗血開花（アーマメント）
グリモアリスが自信持つ異能を、より強力である別な異能に変化させる能力。誰にでも出来る訳ではなく、高貴な身分の者の中でも一部の者だけが出来る。人界では出来ない。

### 教誨師の装備品
プルフリッヒの振り子
金と銀のヘビが互いの尾を噛み合いながら絡まっている独特の形をした指輪。教誨師はみな二つつけている。
この指輪をしている時は教誨師は霊体でいることができ、霊体では人界からの攻撃は一切受け付けない。また、空を飛ぶことも出来る。一つでも外すとこのようなことはできない。この時に攻撃されれば怪我もするし、急所に当たれば致命傷も負う。外しているときに受けた傷は、指輪をつければ徐々に回復する。
左右の区別がある。左右逆につけることはできない。右手の振り子にキスすることで未来を、左手の振り子では過去を見ることができる。人間でも振り子を身につける事で未来や過去を見る事が可能。人間の場合、グリモアリスが右手につける振り子を左手に、左手用を右手につける。この場合、左手につけたグリモアリスの右手用の振り子で過去を、反対側で未来を見る。
通信機としても使え冥界と連絡をとることが出来る。振り子で応答できる状態にあることを「蔓がつながっている」と表現する。パソコンみたいな機能もあり、教誨師の仕事に関する情報を保存し、見ることが出来る。
エンメルトの利剣
セグメントを作り出したり、罪人に烙印を押すときに使う道具。形状はさまざまであるが、身分の低い教誨師は武装するために武器の形をしていることが多い。身分の高い教誨師は、武器に頼らずとも十分な攻撃能力があるので、武器の形をしていない。
軋軋はこれを大振りの剣として携帯している。

## 既刊一覧

### 夜想譚グリモアリス

#### 富士見ミステリー文庫版
| タイトル                                     | 発売日         | ISBN              |
| -------------------------------------------- | -------------- | ----------------- |
| かくてアダムの死を禁ず 夜想譚グリモアリスI   | 2007年3月10日  | 978-4-8291-6385-6 |
| 堕天使の旋律は飽くなき 夜想譚グリモアリスII  | 2007年7月10日  | 978-4-8291-6393-1 |
| 魔女よ蜜なき天火に眠れ 夜想譚グリモアリスIII | 2007年12月10日 | 978-4-8291-6404-4 |

#### 富士見ファンタジア文庫版
| タイトル                                     | 発売日        | ISBN              |
| -------------------------------------------- | ------------- | ----------------- |
| 夜想譚グリモアリスI かくてアダムの死を禁ず   | 2009年8月20日 | 978-4-8291-3430-6 |
| 夜想譚グリモアリスII 堕天使の旋律は飽くなき  | 2009年8月20日 | 978-4-8291-3431-3 |
| 夜想譚グリモアリスIII 魔女よ蜜なき天火に眠れ | 2009年8月20日 | 978-4-8291-3432-0 |

### 幻想譚グリモアリス
| タイトル                                     | 発売日         | ISBN              |
| -------------------------------------------- | -------------- | ----------------- |
| 幻想譚グリモアリスI されど魔刃の名のままに   | 2008年5月20日  | 978-4-8291-3294-4 |
| 幻想譚グリモアリスII 千の獣が吼ゆるとも      | 2008年10月18日 | 978-4-8291-3344-6 |
| 幻想譚グリモアリスIII 誓えその名が朽ちるまで | 2009年3月19日  | 978-4-8291-3386-6 |
| 幻想譚グリモアリスIV 罪と祈りとほほえみと    | 2009年7月18日  | 978-4-8291-3421-4 |
| 幻想譚グリモアリスV 天の座に咲け叛逆者       | 2010年1月20日  | 978-4-8291-3480-1 |
| 幻想譚グリモアリスVI かくてアダムに祝福を    | 2010年8月20日  | 978-4-8291-3555-6 |